# Kolbasov
Kolbasov est un village de Slovaquie situé dans la région de Prešov.

## Histoire
Première mention écrite du village en 1548.

## Démographie

### Évolution de la population
| Année:               | 1994. | 2004.    | 2014.    | 2024.    |
| -------------------- | ----- | -------- | -------- | -------- |
| Nombre de personnes: | 179   | 117      | 85       | 61       |
| Différence:          |       | -34,63 % | -27,35 % | -28,23 % |

| Année:               | 2023. | 2024.   |
| -------------------- | ----- | ------- |
| Nombre de personnes: | 62    | 61      |
| Différence:          |       | -1,61 % |